# سيدان (خورخورة)
سیدان (بالفارسية: سیدان) هي قرية تقع في إيران في قسم خورخورة الريفي. يقدر عدد سكانها بـ 741 نسمة بحسب إحصاء 2016.